# Dubrava Nova
Dubrava Nova je naseljeno mjesto u sastavu općine Čelinac, Republika Srpska, BiH.

## Stanovništvo
| Dubrava Nova       |             |
| godina popisa      | 1991.       |
| Srbi               | 1 (7,69%)   |
| Hrvati             | 0           |
| Muslimani          | 0           |
| Jugoslaveni        | 0           |
| ostali i nepoznato | 12 (92,31%) |
| ukupno             | 13          |